# Ададуров Василь Євдокимович
Васи́ль Євдоки́мович Ададу́ров (15 березня (26 березня) 1709, Новгород — 5 листопада (16 листопада) 1780, Петербург) — російський учений, державний діяч. Дійсний таємний радник. Сенатор (1774). Почесний член Петербурзької академії наук (1778). Інший варіант прізвища — Адодуров.

## Життєпис
Походив із давнього дворянського роду. Син новгородського дворянина. Навчався в Новгородському духовному училищі, у 1723—1726 роках — у Слов'яно-греко-латинській академії, від 1726 року — в Академічній гімназії в Санкт-Петербурзі. 1727 року Ададурова зараховано до Академічного університету, де одночасно з точними та природничими науками вивчав латинську, німецьку та французьку мови.
Виявив особливі здібності до математики, вивчав її під керівництвом Даниїла Бернуллі.
Від 1729 року за розпорядженням Івана Даниловича Шумахера робить переклади. Зокрема, Ададуров брав участь у підготовці німецько-латино-російського лексикону Вейсмана (1731), склав до нього «Короткий нарис російської граматики» німецькою мовою («Anfangsgründe der russischen Sprache»).
1733 року Ададуров першим із російських вихованців Академії наук здобув звання ад'юнкта кафедри вищої математики.
1736 року Ададурову доручили наглядати за присланими з Москви учнями, серед яких був і Михайло Ломоносов. Ададуров навчав їх німецькій мові, латині, математиці, історії, географії та риториці. Від 1737 року він викладав російську мову та латину юнкерам у колегії при Сенаті.
1739 року надруковано зроблений Ададуровим переклад праці Крафта «Короткий посібник з вивчення простих і складних машин» («Краткое руководство к познанию простых и сложных машин»), а потім — переклад твору Леонарда Ейлера «Короткий посібник з арифметики для гімназії при Академії наук» («Краткое руководство к арифметике, для употребления в гимназии при Академии наук»).
1739 року Ададурова призначили перекладати папери до Артема Петровича Волинського. У зв'язку з цим Ададурова притягнули до слідства в справі Волинського, але йому вдалося збутися зведених на нього звинувачень. Підставою для звинувачення Ададудова став переклад чолобитної Волинського до імператриці. До чолобитної було додано «Міркування про небачені при Дворі вчинки» («Рассуждение о небывалых при Дворе поступках»). У поясненні Ададуров писав: «Усе це — як чолобитну, так і приєднаний до неї додаток — склав сам Волинський. Я ж у цьому, крім перекладу, не брав жодної участі».
У серпні 1740 року Ададурову доручили викладати в німецькому класі академічної гімназії арифметику та геометрію.
У квітні 1741 року Ададурова призначили асесором у Герольдмейстерську контору (на початку 1750-х років — герольдмейстер). 1743 року давав покази комісії в справі Шумахера.
На початку 1742 року за дорученням Сенату наглядав за друкуванням матеріалів до коронації імператриці Єлизавети Петрівни. Був секретарем при Олексієві Розумовському, супроводжував його з імператрицею Єлизаветою Петрівною в Київ (1744).
1744 року за рекомендацією Кирила Розумовського дістав чин колезького радника та був призначений викладачем російської мови принцеси Софії — майбутньої імператриці Катерини II.
1749 року Ададуров одружився. 1759 року його становище при Дворі похитнулося: Ададурова заарештували в справі Олексія Петровича Бестужева-Рюміна та в квітні 1759 року відправили на службу в Оренбург товаришем губернатора з чином статського радника. З Оренбурга Ададуров листувався з Федором Івановичем Міллером, Іваном Даниловичем Шумахером і великою княгинею.
Після вступу на престол Катерини II Ададурова одним із перших викликали в столицю: 1762 року він став куратором Московського університету та президентом Московського відділення Мануфактур-колегії.
Від 1770 року Ададуров здебільшого жив у Санкт-Петербурзі, де й помер. Його поховали в Олександро-Невській лаврі.